# بعد وحشيات
بعد وحشيات أو ما بعد وحشيات أو الوحشيات البعدية أو الثدييات البعدية أو البهيميات التوالي (الاسم العلمي: Metatheria) هي رتبة سفلى تتبع الفرع الحيوي الوحشيات ضمن طائفة الثدييات.

## تصنيف
- الجرابيات
  - جرابيات أسترالية
    - فوق رتبة أبوسوميات صغيرة وأشباهها
      - رتبة الأبوسوميات الصغيرة أو قرود الجبل
        - فصيلة الأبوسومات الصغيرة
          - جنس الخاسيا
          - جنس وحش ميرندا
          - جنس أبوسوم صغير
          - جنس أبوسوم صغير فجري
          - جنس أبوسوم زغبي الوجه أو قرد الجبل

    - فوق رتبة بعد وحشيات فجرية
      - دصيوريات الشكل وأشباهها
        - رتبة دصيوريات الشكل
          - فصيلة الدصيوريات
- فصائل منقرضة:
  - (الاسم العلمي: †Pappotheriidae)
- رتب منقرضة:
- (الاسم العلمي: †Deltatheroida)
- (الاسم العلمي: †Asiadelphia)